# Shadow of Intent
Shadow Of Intent (SOI; укр. Тінь Наміру) — американський дезкор-гурт. Був заснований у 2014 році в місті Вест-Хартфорд і складався з вокаліста Бена Дюрра і гітариста-програміста Кріса Уайзмена  .
У дискографії гурту є один EP, випущений в 2014 році, і повноформатний «Primordial», представлений в 2016. З моменту випуску першого повноформатного альбому команда почала поступово поповнюватися новими учасниками.

## Склад гурту

### Поточний склад
- Кріс Уайзмен (англ. Chris Wiseman) — гітара, бек-вокал, програмування (2014-наш час)
- Бен Дюрр (англ. Ben Duerr) — вокал (2014-наш час)
- Брайс Батлер (англ. Bryce Butler) — ударні
- Ендрю Моніяс (англ. Andrew Monias) — бас-гітара

### Колишні учасники
- Кіт Колхепп (англ. Keith Kohlhepp) — бас-гітара (2017—2018)
- Ентоні Бароне (англ. Anthony Barone) — ударні (2018—2020)
- Федеріко Цуккареллі (англ. Federico Zuccarelli) — гітара (2016—2017)
- Метт Кохановський (англ. Matt Kohanowski) — ударні (2016—2018)

## Дискографія

### Студійні альбоми
- Inferi Sententia (2014)
- Primordial (2016)
- Reclaimer (2017)
- The Instrumentals (2017)
- Melancholy (2019)
- Elegy (2022)